# Ernst-Georg Hüper
Ernst-Georg Hüper genannt Egon Hüper (* 20. Mai 1926 in Empelde; † 24. Januar 1993 ebenda) war ein deutscher Journalist, Kommunalpolitiker und niedersächsischer Landtagsabgeordneter der SPD.

## Leben und Beruf
Nach dem Besuch der Volks- und Handelsschule absolvierte Hüper eine Ausbildung zum Schriftsetzer. Anschließend leistete er Wehrdienst und nahm als Offizier am Zweiten Weltkrieg teil. Nach dem Kriegsende arbeitete er zunächst als Verlagsangestellter und war danach als Redakteur bei der Hannoverschen Presse tätig. In den 1970er und 1980er Jahren fungierte er als Hauptgeschäftsführer der Niedersächsischen Bädergesellschaft mbH (NBG). Darüber hinaus war er Geschäftsführer der Nordsee-Spielbanken Norderney/Borkum sowie Geschäftsführer der Nordseeklinik Norderney.

## Partei
Hüper trat im Jahr 1948 in die SPD ein. Er war langjähriger Vorsitzender der Jungsozialisten sowie Mitglied des SPD-Unterbezirksvorstandes, des Bezirksbeirates sowie des Landesausschusses.
Ab den späten 1950er Jahren wirkte Hüper vielfach gemeinsam mit dem späteren Ronnenberger Bürgermeister Paul Wenig in der Kommunalpolitik.

## Abgeordneter
Hüper war seit 1956 Ratsmitglied der Stadt Ronnenberg und war zeitweise Bürgermeister. Er wurde im Jahr 1961 in den Kreistag des Kreises Hannover gewählt. Dem Niedersächsischen Landtag gehörte er in der fünften bis achten Legislaturperiode von 1963 bis 1978 an. Er war vom 18. Juni 1970 bis zum 20. Juni 1978 stellvertretender Vorsitzender der SPD-Landtagsfraktion.

## Öffentliche Ämter
Hüper war zeitweise Bürgermeister der Stadt Ronnenberg.

## Ehrungen
- Großes Verdienstkreuz zum Niedersächsischen Verdienstorden, 1978
- Verdienstkreuz am Bande des Verdienstordens der Bundesrepublik Deutschland
- Ernst-Georg-Hüper-Straße in Ronnenberg